# Ladislaus Vajda
Pour les articles homonymes, voir Vajda.
Ladislaus Vajda, né László Vajda le 17 août 1877 à Eger au nord de Budapest (Empire austro-hongrois) et mort le 10 mars 1933 à Berlin, est un acteur, journaliste, dramaturge, metteur en scène et scénariste hongrois. Ladislaus Vajda était le père du réalisateur Ladislas Vajda.

## Biographie
Ladislaus Vajda a commencé sa carrière en tant qu'acteur, puis il devint journaliste à Budapest au Tolnai Világlapja (Les Cahiers du Monde de Tolnai) et au Színházi Élet (Le Théâtre de la vie).
Depuis 1908, il était le directeur du théâtre hongrois.
En 1919, au moment de la République des conseils de Hongrie, il devint un membre du Conseil politique cinématographique.
En 1922, après l'abolition de la République des conseils hongrois, il émigra à Vienne, puis à Berlin, comme scénariste. Il participa de 1927 à 1932 sur tous les scripts des films de Georg Wilhelm Pabst.

## Filmographie

### Scénariste
Il réalisa ainsi les scénarios de plus d'une quarantaine de films, parmi lesquels :
- 1917 : Az utolsó hajnal de Michael Curtiz
- 1920 : A 111-es d'Alexander Korda
- 1922 : Sodome et Gomorrhe de Michael Curtiz
- 1923 : Le Jeune Medardus de Michael Curtiz
- 1924 : L'Esclave reine de Michael Curtiz
- 1927 : L'Amour de Jeanne Ney de Georg Wilhelm Pabst
- 1929 : Loulou de Georg Wilhelm Pabst
- 1929 : L'Enfer blanc du Piz Palü de Georg Wilhelm Pabst et Arnold Fanck
- 1929 : Le Secret de Délia ou L'Évadée de Henri Ménessier
- 1929 : Terre sans femmes de Carmine Gallone
- 1930 : Quatre de l'infanterie de Georg Wilhelm Pabst
- 1930 : La Tragédie de la mine de Georg Wilhelm Pabst
- 1931 : L'Opéra de quat'sous de Georg Wilhelm Pabst, d'après l'œuvre de Bertolt Brecht
- 1931 : Der Liebesexpreß de Robert Wiene
- 1932 : L'Atlantide de Georg Wilhelm Pabst